# Сальваторський цвинтар
Сальваторський цвинтар (пол. Cmentarz Salwatorski) — некрополь, що розташований в краківському районі Сальватор на Алеї Джорджа Вашингтона. На цвинтарі поховані відомі польські діячі. Завдяки своєму розташуванню на дорозі, що веде до кургану Костюшко, цвинтар має популярність серед жителів Кракова і туристів.

## Історія
Цвинтар було засновано у 1865 році як невеликий парафіяльний некрополь католицького приходу Пресвятої Спасителя, на якому відбувалися поховання мешканців краківських передмість Звежінець, Холм, Біляни, Ольшаниця, Пулвсе Звежінецкіе і довколишніх населених пунктів Пшегожали, Закамиче.
У 1883 році цвинтар було обгороджено, в 1888 році зусиллями настоятельки жіночого чернечого ордену Норбертанок Еуфемія Жарської на цвинтарі було збудовано каплицю святого Йосипа. Ця каплиця була побудована за проектом архітектора Ярослава Явожінского. У 1889 році цвинтар було освячено кардиналом Альбіном Дунаєвським.
У 1902 і 1999 році була двічі збільшена площа цвинтаря. У 1999 році на цвинтарі була побудована каплиця Всіх Святих.
На головних воротах у 2001 році було розміщено напис з вірша польського поета Єжи Харасимовіча:
|  | «Tak gotowymi być trzeba Do każdej ludzkiej podróży Tak zdecydują w niebie Lub serce nie chce już służyć» |

## Відомі особистості, поховані на цвинтарі
- Анджей Вайда  — польський кінорежисер і кіносценарист.
- Станіслав Вінценз — польський письменник, філософ, перекладач.
- Антоній Кемпінський — польський психіатр професор.
- Станіслав Лем — польський письменник-фантаст.
- Кароль Губерт Ростворовський — польський драматург, поет.
- Еугеніуш Ромер — польський географ, картограф і геополітик, професор (1911—1931) Львівського університету, «батько» польської геополітики.
- Ядвіга Гамська-Лемпицька — польська поетеса, дружина польського вченого й письменника Станіслава Лемпицького.
- Станіслав Лемпицький — польський учений, письменник, професор, дійсний член Польської академії знання, представник львівсько-варшавської філософської наукової школи.
- Адам Крулікевич — перший олімпійський медаліст в індивідуальних виступах серед громадян Польщі і вихідців зі Львова, майор кавалерії ВП.
- Франциск Мончинський — польський архітектор.
- Вітольд Ташицький — польський мовознавець-полоніст.
- Корнель Філіпович — польський прозаїк, сценарист і поет.
- Марія Ярема (1908—1958) — польська художниця, скульпторка та художникця-декораторка. Відома особистість польського авангарду. Уродженка Львівщини.

## Світлини

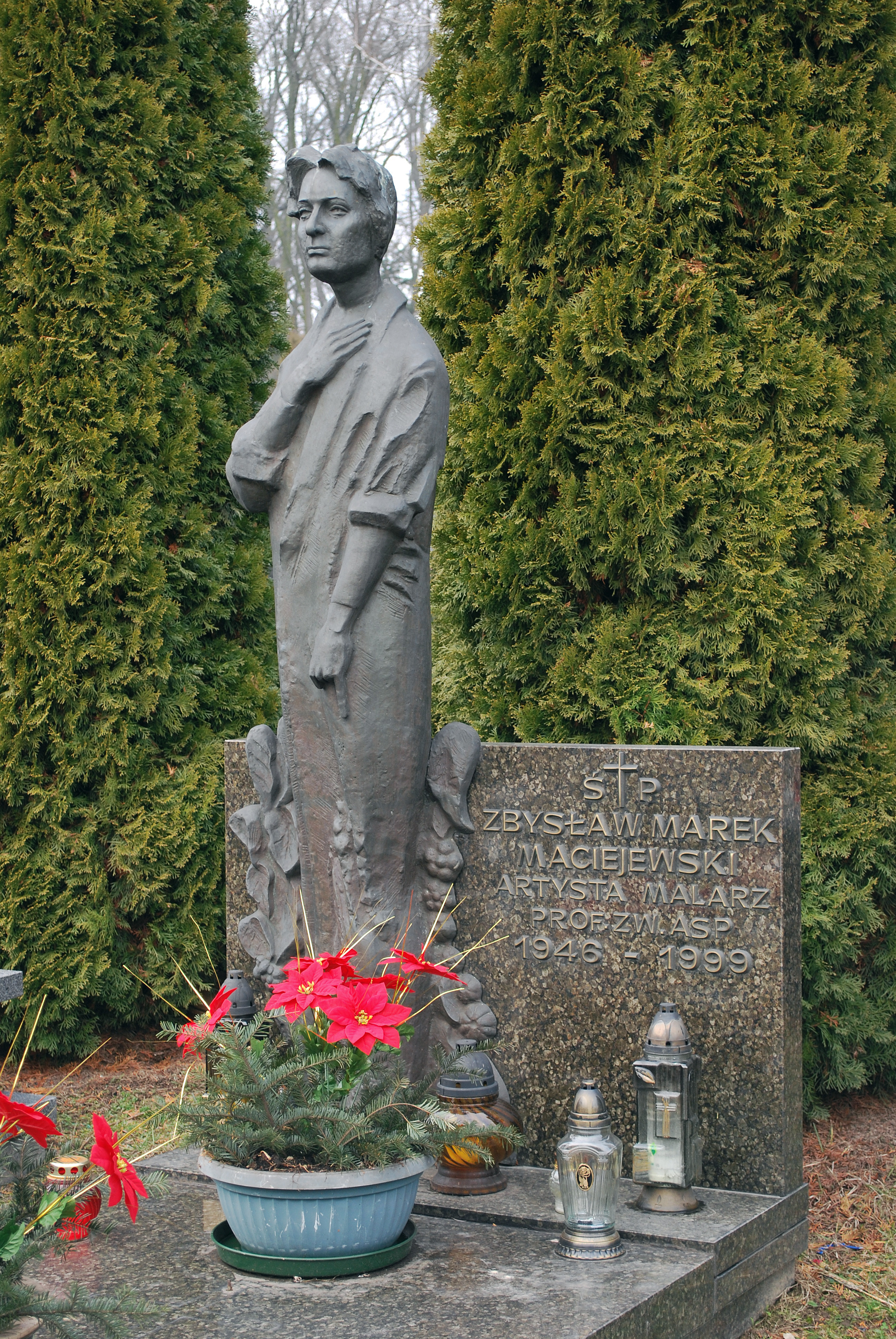
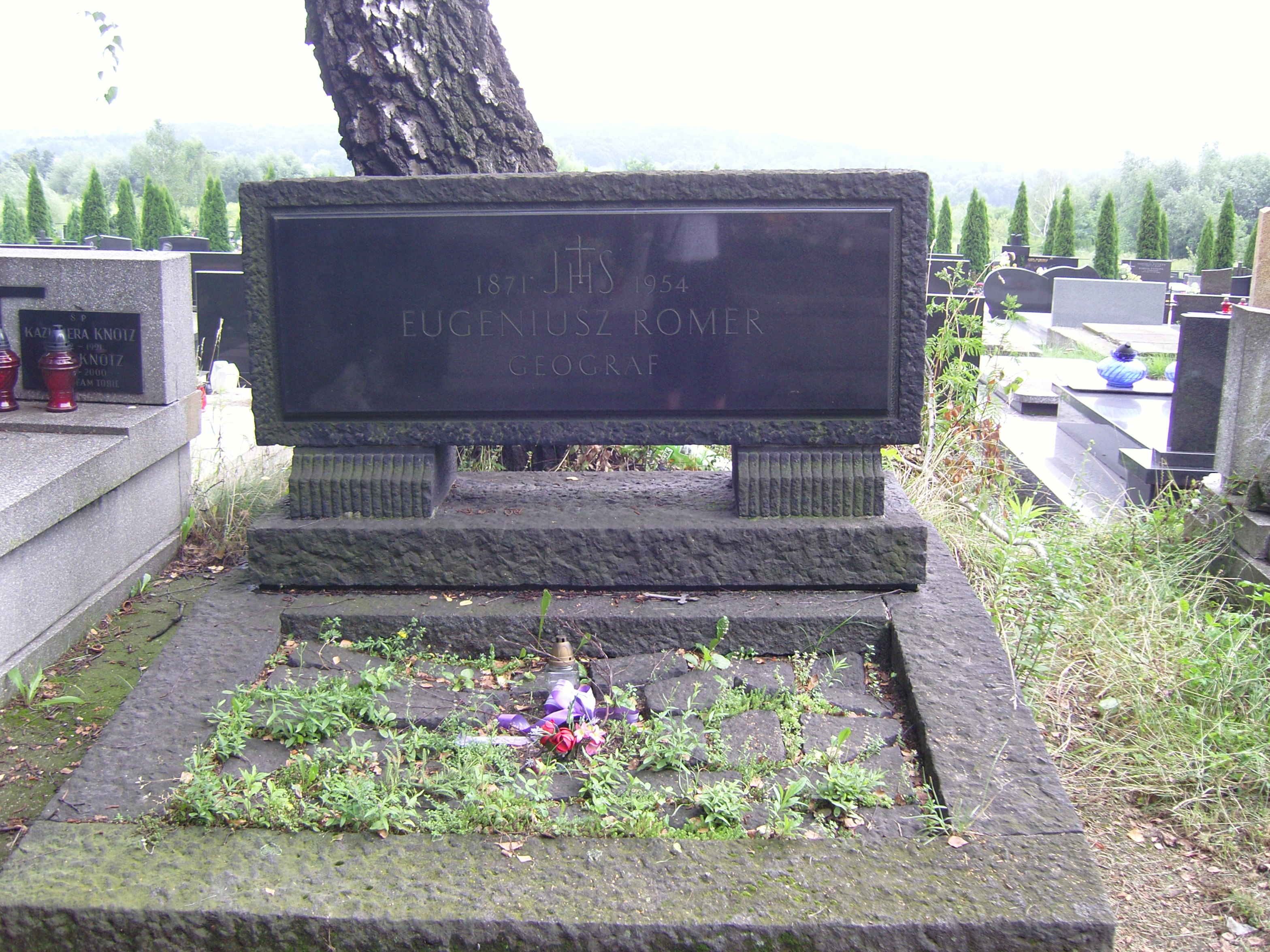
Гріб Еугеніуша Ромера
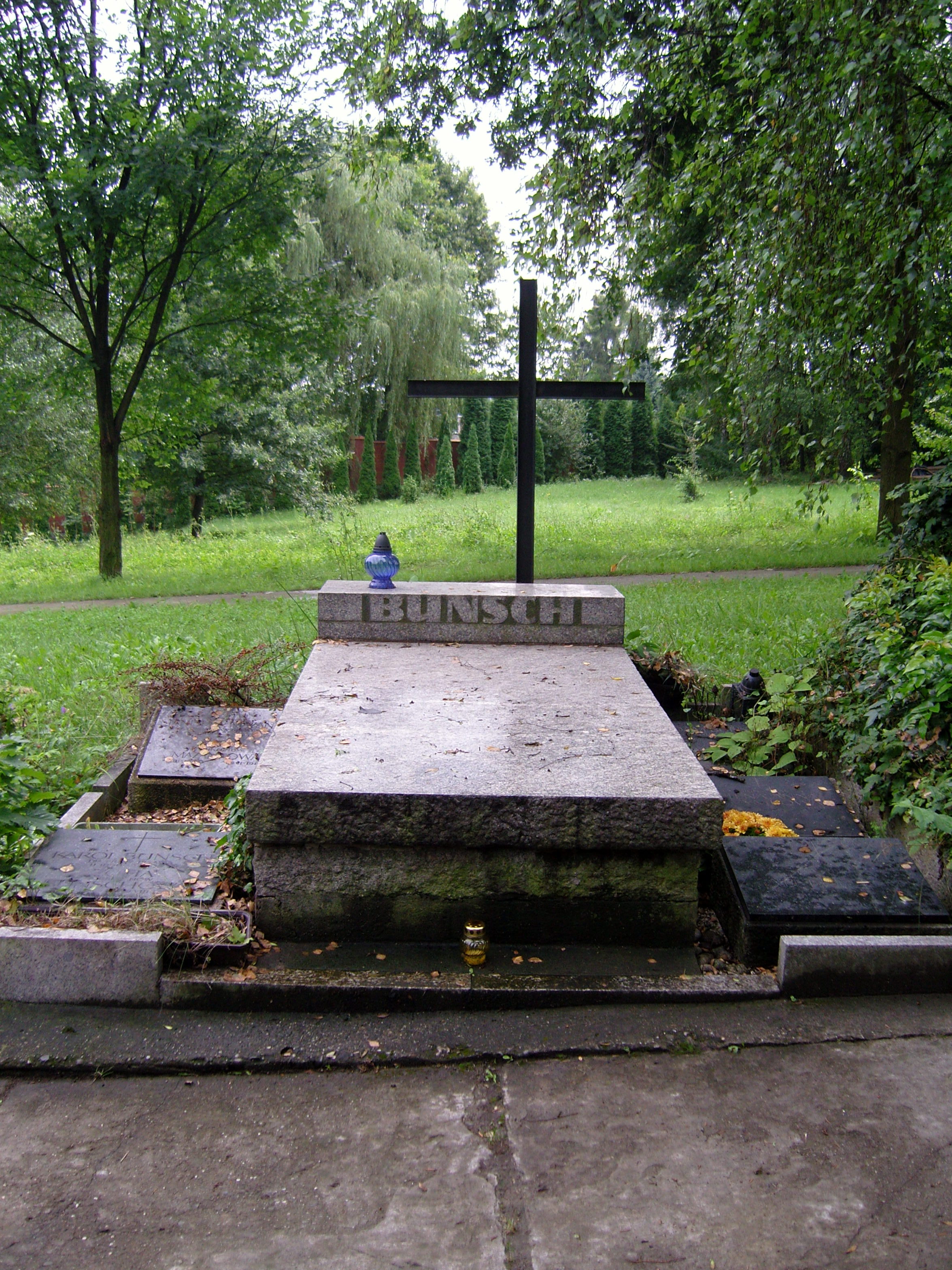
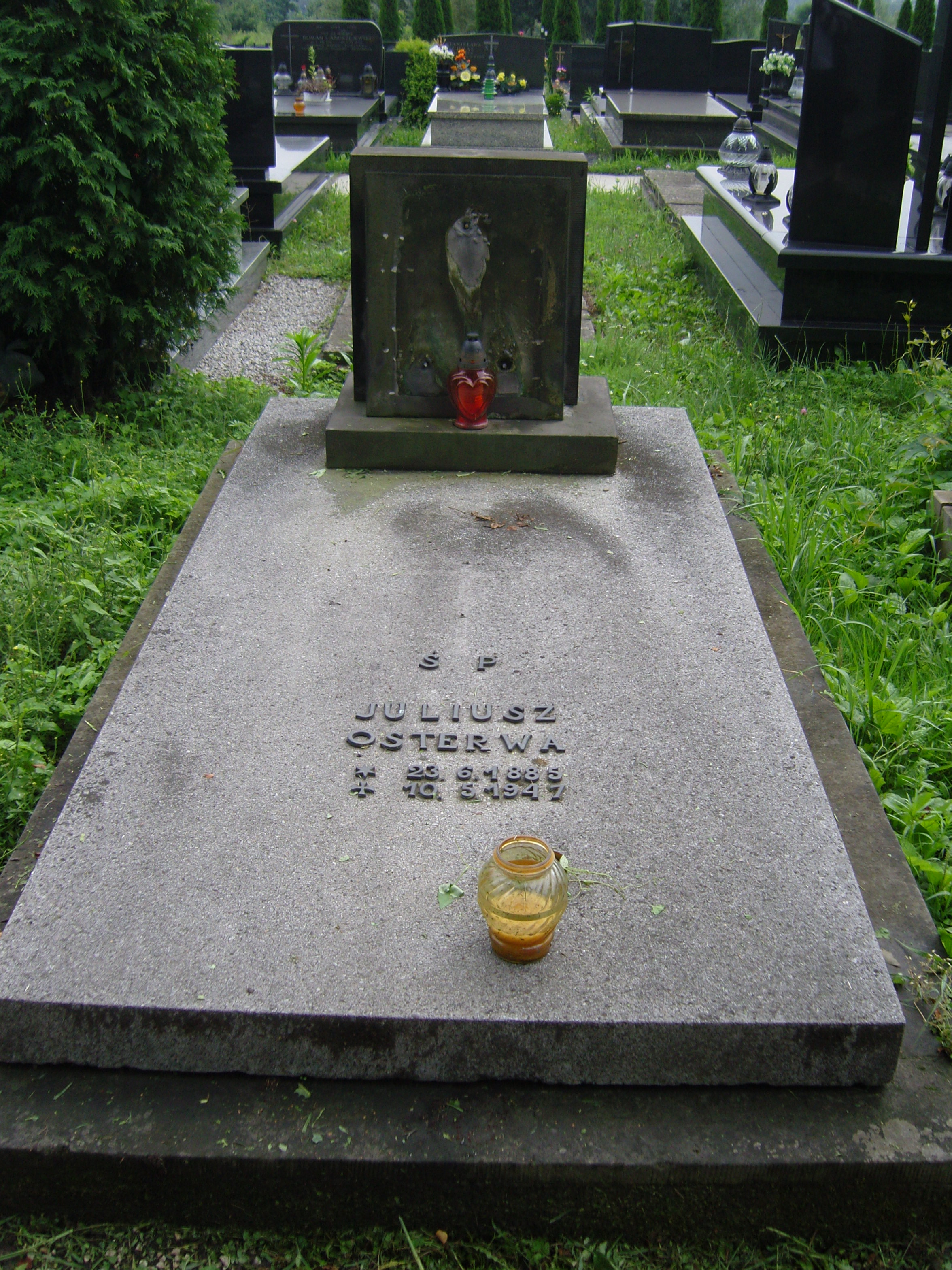
Гріб Юліуша Остерва
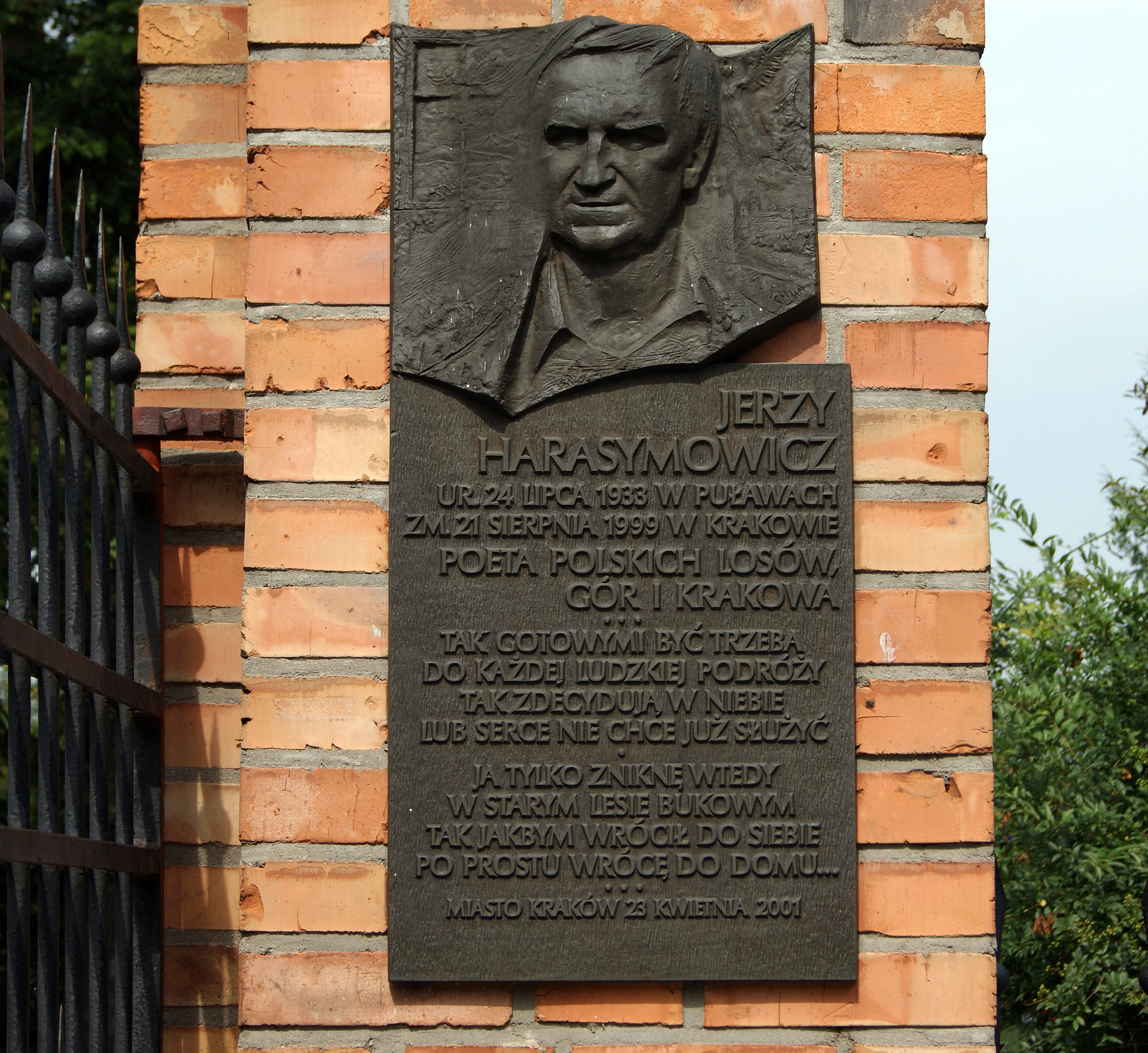
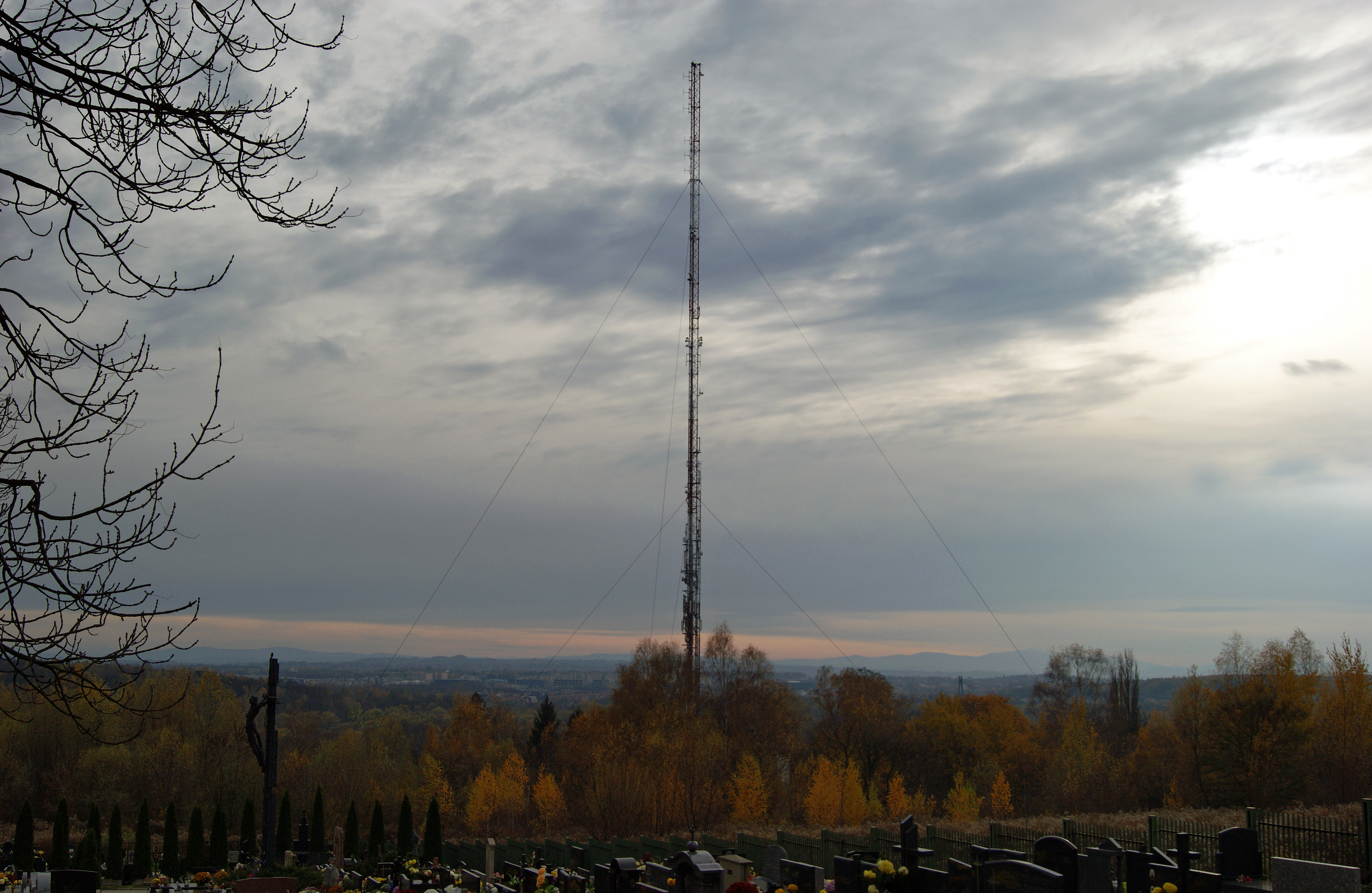
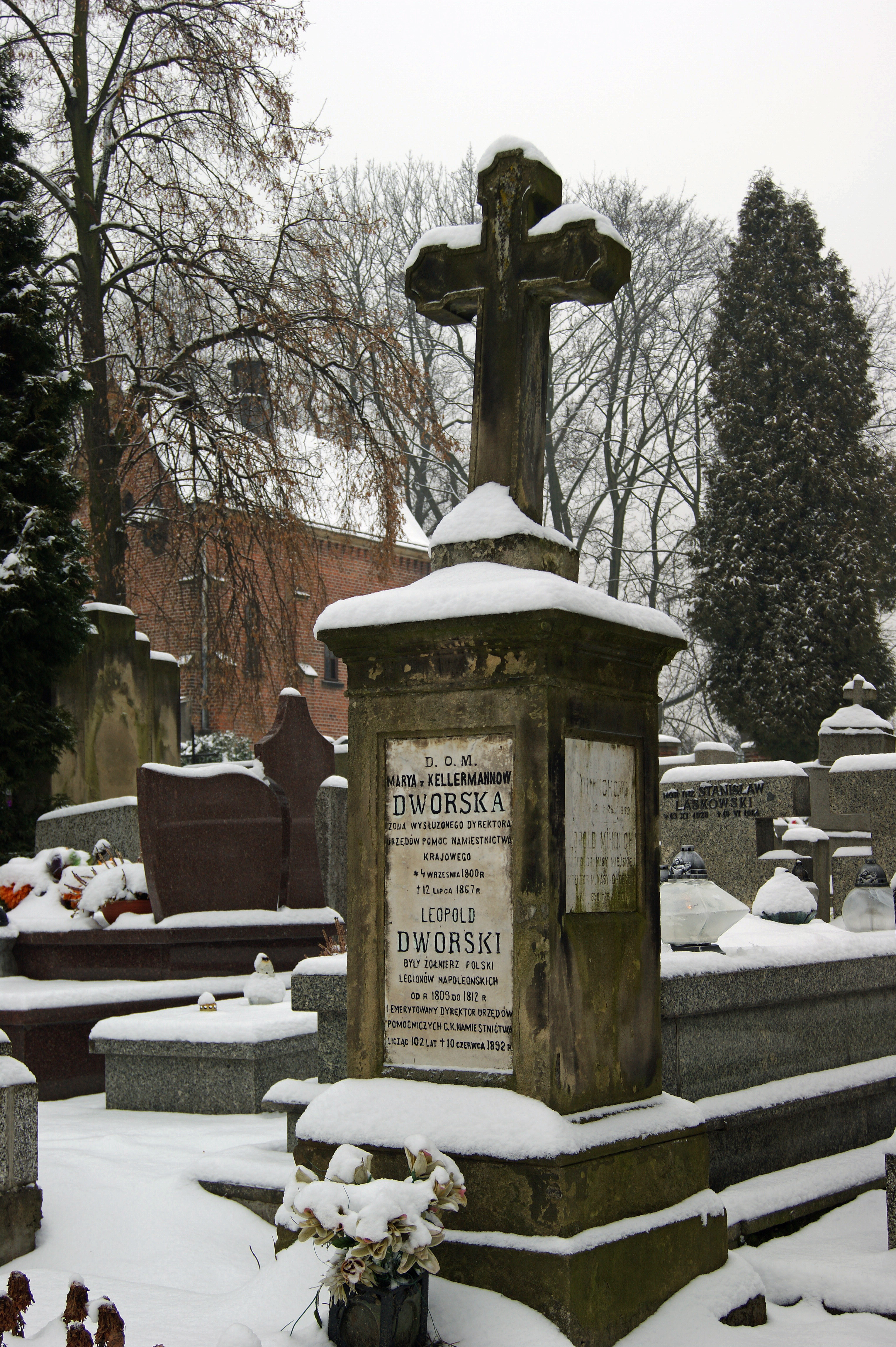
Гріб наполеонівського вояка
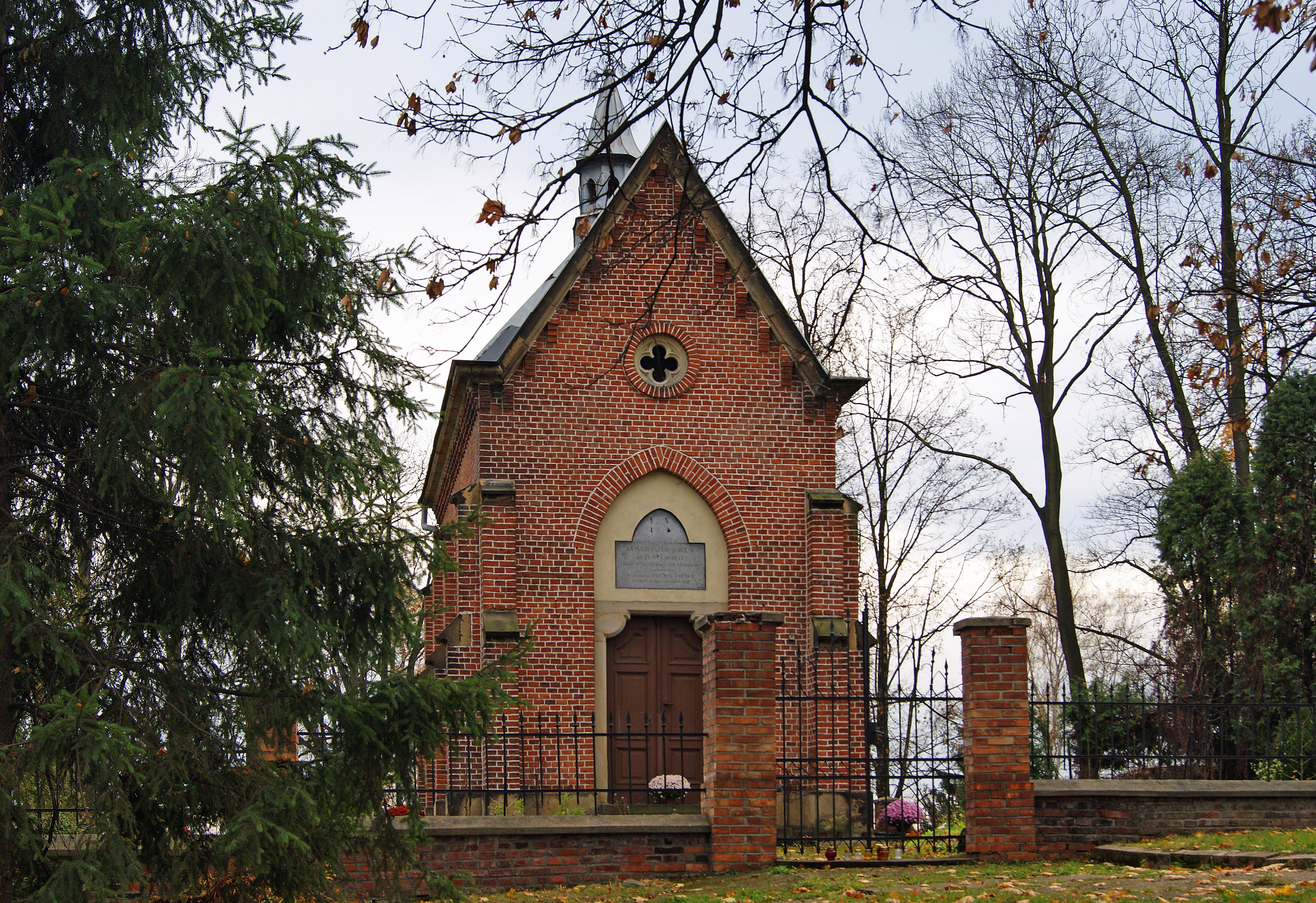
Каплиця Святого Йосифа
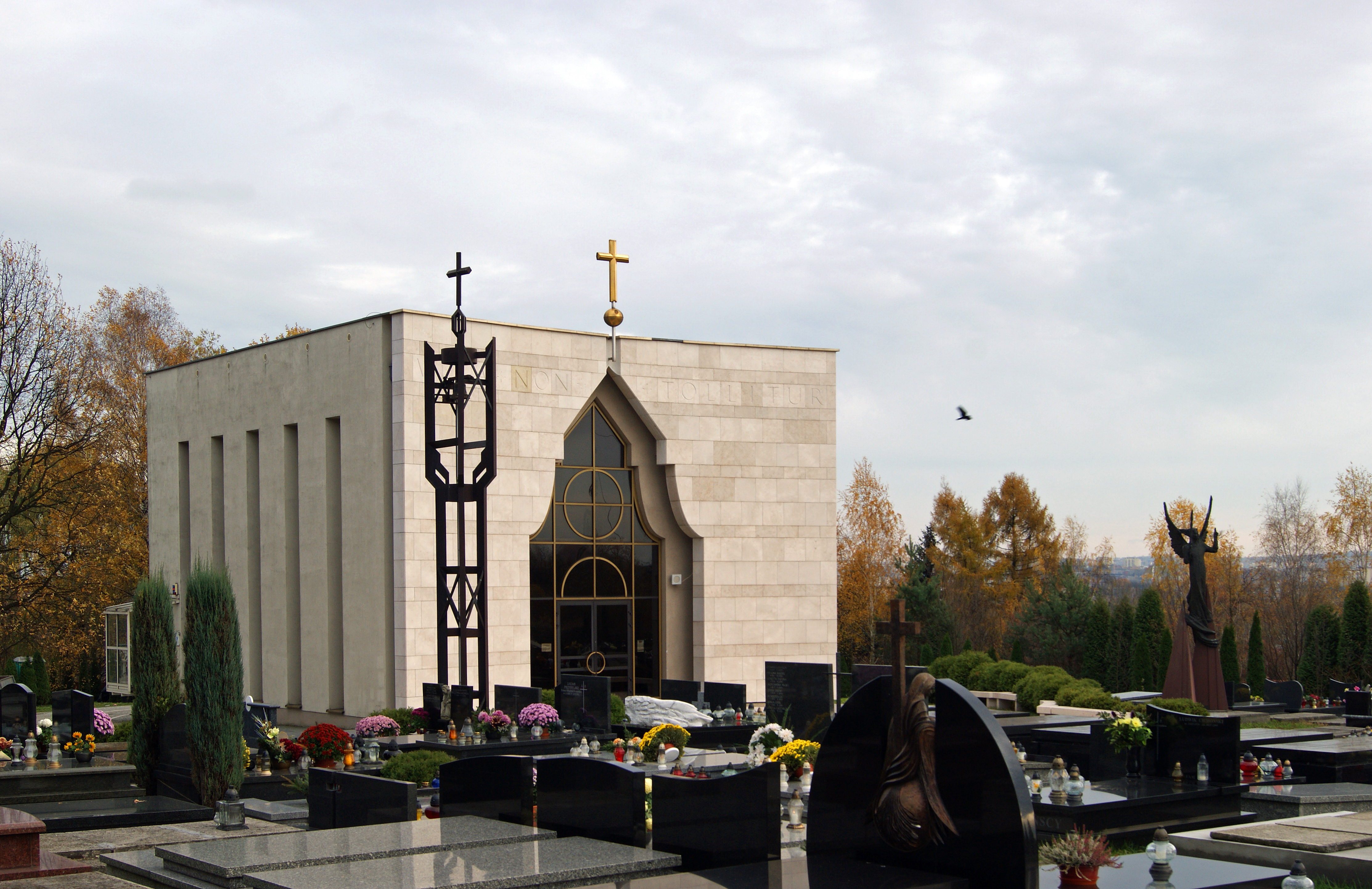
Каплиця Всіх Святих
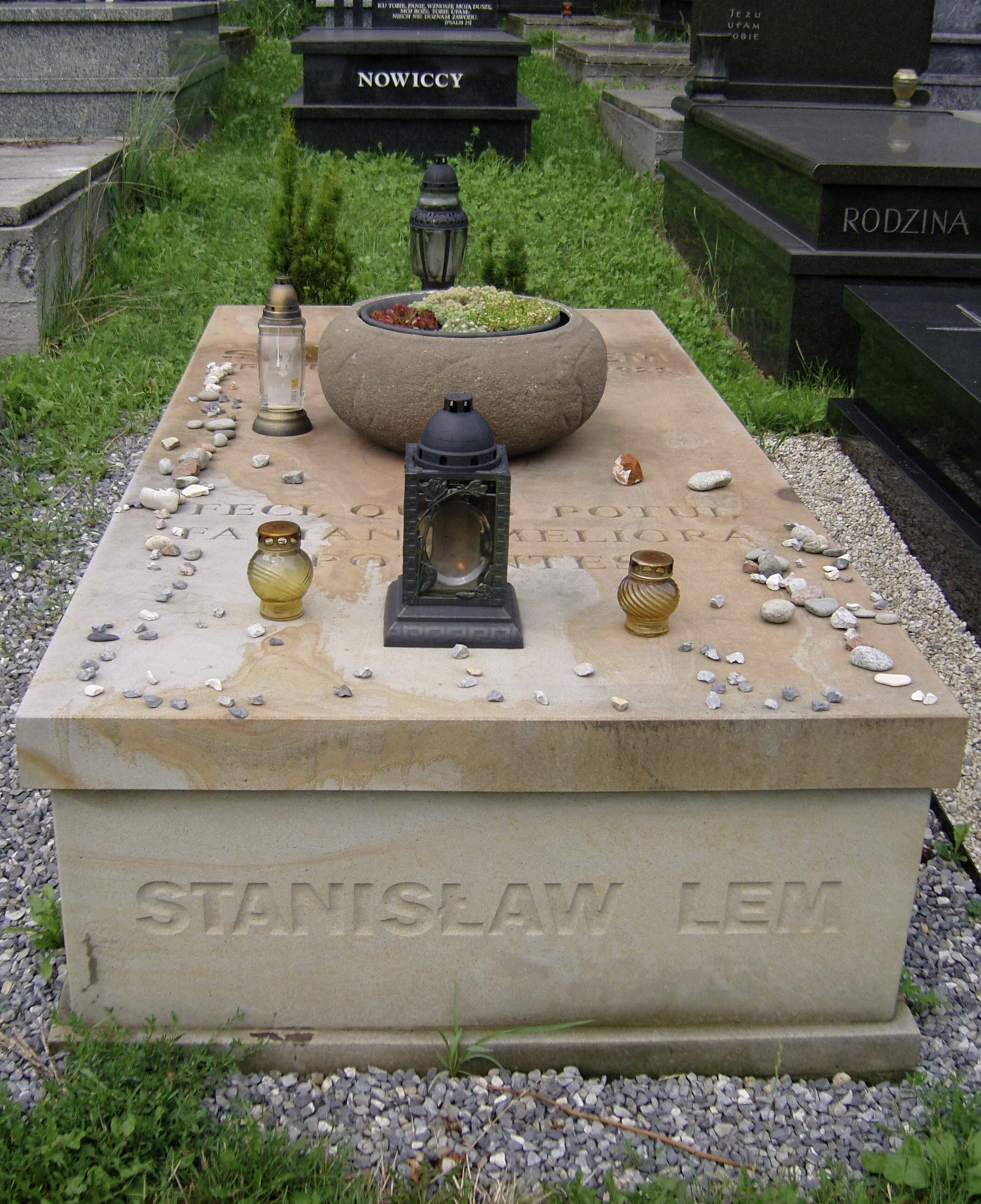
Могила Станіслава Лема
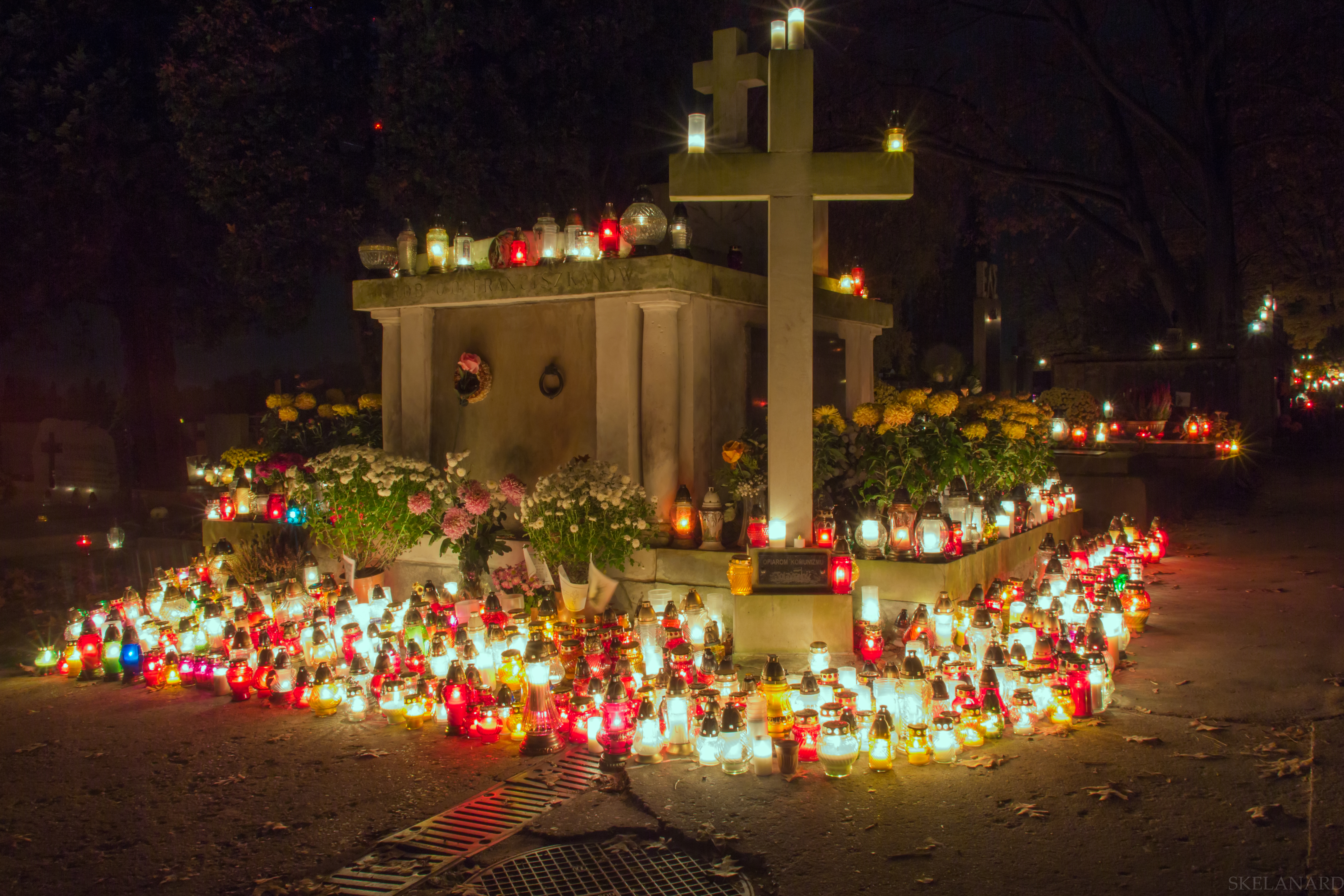
Склеп францисканців та хрест жертвам комунізму